# American Nightmare
American Nightmare (també conegut com a Give Up the Ghost) és un grup de hardcore punk de Boston. Ha publicat tres àlbums, cinc EP i un recopilatori.

## Història

### Formació (1998-2004)
American Nightmare es va formar quan Tim Cossar i Wesley Eisold (que llavors era el roadie de Ten Yard Fight) es van unir a Azy Relph i Jesse Van Diest el 1998. Van gravar una maqueta el 1999 que va anar seguida del seu primer llançament, un EP homònim amb Bridge 9 Records el 2000. Després de nombroses gires i canvis de formació, la banda va gravar el seu segon EP, The Sun Isn't Getting Any Brighter. Més endavant van publicar Year One amb Reflections Records el 2001.
El seu primer treball llarg, Background Music, el va publicar amb Equal Vision Records el 2001. El 2003, American Nightmare es va enfrontar a una demanda judicial amb un grup de nom similar de Filadèlfia. Per aquest fet, la banda va canviar el seu nom per les inicials AN i després per American Nothing durant un breu període. Després que l'altre American Nightmare amenacés amb tornar a presentar una demanda, van canviar el seu nom per Give Up the Ghost (que es pretenia que fos el nom del seu segon àlbum). El seu segon àlbum, We're Down Til We're Underground, mostra el grup experimentant amb el seu so, amb cançons més llargues que no segueixen la fórmula clàssica de composició hardcore com als treballs anteriors.

### Ruptura i conseqüències (2004-2010)
American Nightmare es va trencar sobtadament el juny del 2004, un dia després d'anunciar la cancel·lació de la gira europea. La banda va emetre un comunicat en què apel·lava a «motius personals i de salut» que havien provocat la ruptura. Els membres es van unir a altres grups com Cold Cave, Some Girls, XO Skeletons, Ye Olde Maids, Head Automatica, Bars i Hope Conspiracy. Give Up the Ghost va tornar a ser notícia el 2007 perquè Fall Out Boy havia plagiat lletres de Wesley Eisold, fet que va acabar amb un acord extrajudicial i la menció de l'autor als crèdits dels àlbums From Under the Cork Tree i Infinity on High.

### Retorn als escenaris (2011-actualitat)
Set anys després de la ruptura, els membres d'American Nightmare es van reunir amb el seu nom original i van realitzar dos concerts el 2011, a Revere el 29 de desembre i a Los Angeles el 31 de desembre, a la vegada que Deathwish Inc. va reeditar els àlbums Background Music (2001) i We're Down Til We're Underground (2003) per a l'ocasió.

## Estil musical
La música d'American Nightmare s'ha classificat com a hardcore punk, hardcore melòdic i emo. La seva aparició va ser una reacció contra la positivitat lírica de les bandes del revival Youth Crew que havien estat populars a Boston en aquella època com In My Eyes, Floorpunch i Bane, assajant un so més fosc i nihilista en comparació a través de la influència de The Smiths i Joy Division. Altres influències reconegudes són Black Flag, Cro-Mags i Siouxsie and the Banshees.

## Discografia

### Àlbums d'estudi
- Background Music (2001, Equal Vision Records)
- We're Down Til We're Underground (2003, Equal Vision Records)
- American Nightmare (2018, Rise Records)[21]

### Recopilatori
- Year One (2001, Bridge 9, Reflections Records)

### EP
- American Nightmare (2000, Bridge 9 Records)
- The Sun Isn't Getting Any Brighter (2001, Bridge 9 Records)
- Love American (2003, Bridge 9 Records)
- Live in London (2003, Bridge 9 Records)
- Life Support (2020, Deathwish Inc.)

### Aportacions a recopilatoris
- «Depression» – Black on Black: A Tribute to Black Flag (2002, Initial Records)